# Милые обманщицы (телесериал, 2022)
«Милые обманщицы» (англ. Pretty Little Liars) — американский подростковый драматический мистический триллер-телесериал, разработанный Роберто Агирре-Сакаса и Линдси Калхун для HBO Max. Это четвёртый телесериал франшизы «Милые обманщицы» и первый, который транслируется на потоковом телевидении.
Премьера телесериала состоялась 28 июля 2022 года. В сентябре 2022 года телесериал был продлен на второй сезон.

## Синопсис
Действие сериала разворачивается спустя двадцать лет после трагических событий, произошедших в городе Миллвуд. Теперь уже новое поколение милых обманщиц становятся мишенями неизвестного мстителя, который хочет заставить девочек-подростков поплатиться как за грехи их родителей, совершенные два десятилетия назад, так и за свои собственные тайны.

## Актёры и персонажи
| Актёр            | Персонаж                  | Сезоны       | Сезоны |
| Актёр            | Персонаж                  | 1            | 2      |
| ---------------- | ------------------------- | ------------ | ------ |
| Чандлер Кинни    | Табита «Табби» Хейворт    | Регулярно    |        |
| Майя Рефикко     | Ноа Оливар                | Регулярно    |        |
| Бэйли Мэдисон    | Имоджен Адамс             | Регулярно    |        |
| Малия Пайлс      | Минни «Маус» Хонрада      | Регулярно    |        |
| Зария            | Фаран Брайант             | Регулярно    |        |
| Мэллори Бектел   | Карен Бизли / Келли Бизли | Периодически |        |
| Алекс Айоно      | Шон Ноубл                 | Периодически |        |
| Эрик Джонсон     | шериф Том Бизли           | Периодически |        |
| Джордан Гонсалес | Эш Ромеро                 | Периодически |        |

- Табита «Табби» Хейворт (исполнитель Чандлер Кинни) — дочь лучшего агента по недвижимости Миллвуда, Сидни Хейворт. Она любит кино и смотрит фильмы с тех пор, как была маленькой девочкой, стремясь стать режиссёром. Из-за своей любви к кино она устроилась на работу в кинотеатр «Орфей», где познакомилась со своим боссом Уэсом и коллегой, ставшим другом Чипом.
- Ноа Оливар (исполнитель Майя Рефикко) — Родившаяся 23 сентября 2006 года, 16-летняя Ноа является единственной дочерью Марджори Оливер, медсестры в Миллвуд Дженерал. Ноа познакомилась с Шоном Ноублом на вечеринке Карен Бисли, и вскоре после этого у них завязались отношения. К сожалению, Марджори начала курить и употреблять марихуану, что в конечном итоге привлекло внимание властей. Когда полиция Миллвуда прибыла в их квартиру, Ноа взяла вину на себя за свою мать, поскольку считала, что Марджори есть что терять. В результате лжи Ноа она провела лето в исправительном учреждении для несовершеннолетних за нарушение закона. Несмотря на свое беспокойное прошлое, она — стремящаяся стать звездой легкой атлетики с сильным спортивным прошлым.
- Имоджен Адамс (исполнитель Бэйли Мэдисон) — родилась в семье матери-одиночки Дэви Адамс и Сойера Адамса в Миллвуде, штат Пенсильвания. Эти двое были неразлучны и ближе друг к другу, чем кто-либо другой. Они переехали в свой дом, когда Имоджен была маленькой девочкой. Повзрослев, она подружилась с близнецами Бисли, харизматичной Карен и дерзкой Келли. Вместе трио веселилось и тусовалось, превратившись в «It» girls Миллвуда, проказничая, несмотря на протесты Дэви. Говоря, что Карен была подлой девчонкой и оказывала плохое влияние.
- Минни «Маус» Хонрада (исполнитель Малия Пайлс) — родилась 12 мая 2007 года как биологическая дочь Аарона Стивенса и Элоди Хонрада. Элоди увидела объявление в женской консультации, и ей понадобились деньги, поэтому она приняла их предложение. «Сделали это сами», а не через агентство, что позволило Элоди передумать и оставить дочь. Элоди вышла замуж за Ширли Хонраду, и они растили свою дочь в Миллвуде, штат Пенсильвания.
- Фаран Брайант (исполнитель Зария) — единственный ребёнок помощника юриста Кори Брайанта и рабочего сталелитейного завода Зика Брайанта. Кори и Зик развелись, и Кори переехала в Питтсбург, чтобы продолжить свою юридическую карьеру. На протяжении всей жизни Фаран сталкивалась с хронической болью, страдая сколиозом.
- Карен Бизли / Келли Бизли (исполнитель Мэллори Бектел) — идентичные сестры-близнецы и дочери Тома и Марты Бизли. Семья изображала идеальный фасад города Миллвуд, семья Бисли олицетворяет величайшее богатство Миллвуда, совершенство и «престиж», а их патриархом является властный шериф маленького городка. Однако семья борется за идеальными стенами с устрашающим Томом, защищенной Мартой и коварными близнецами, которые делают все возможное, чтобы угодить своему отцу. Карен и Келли часто менялись местами, притворяясь друг другом, чтобы обмануть своих учителей или родителей. Близнецы проявили интерес к балету и стремились быть лучшими под давлением властных требований своего отца.

## Список эпизодов
| Сезон | Сезон | Эпизоды | Название сезона                 | Оригинальная дата выхода | Оригинальная дата выхода |
| Сезон | Сезон | Эпизоды | Название сезона                 | Премьера сезона          | Финал сезона             |
| ----- | ----- | ------- | ------------------------------- | ------------------------ | ------------------------ |
|       | 1     | 10      | Первородный грех / Original Sin | 28 июля 2022             | 18 августа 2022          |
|       | 2     | 8       | Летняя школа / Summer School    | 9 мая 2024               | 20 июня 2024             |

### Сезон 1: Первородный Грех (2022)
| № общий | № в сезоне | Название                                                                          | Режиссёр             | Автор сценария                                              | Дата премьеры   |
| ------- | ---------- | --------------------------------------------------------------------------------- | -------------------- | ----------------------------------------------------------- | --------------- |
| 1       | 1          | «Глава первая: Неделя духа» «Chapter One: Spirit Week»                            | Лиза Сопер           | Роберто Агирре-Сакаса & Линдсей Кэлхун Бринг                | 28 июля 2022    |
| 2       | 2          | «Глава вторая: Королева духов» «Chapter Two: The Spirit Queen»                    | Лиза Сопер           | Роберто Агирре-Сакаса & Линдсей Кэлхун Бринг                | 28 июля 2022    |
| 3       | 3          | «Глава третья: Последствия» «Chapter Three: Aftermath»                            | Мэгги Кили           | Эвелин Ив & Майкл Грасси                                    | 28 июля 2022    |
| 4       | 4          | «Глава четвертая: (Не)женский взгляд» «Chapter Four: The (Fe)male Gaze»           | Мэгги Кили           | Эвелин Ив & Майкл Грасси                                    | 4 августа 2022  |
| 5       | 5          | «Глава пятая: Ночь, когда он пришёл домой» «Chapter Five: The Night He Came Home» | Мэгги Кили           | Эвелин Ив & Майкл Грасси                                    | 4 августа 2022  |
| 6       | 6          | «Глава шестая: Шрамы» «Chapter Six: Scars»                                        | Сьерра Глауд         | Памела Гарсия Руни & Даниэлль Иман                          | 11 августа 2022 |
| 7       | 7          | «Глава седьмая: Карнавал душ» «Chapter Seven: Carnival of Souls»                  | Алекс Санджив Пиллаи | Дэниел Дж. Кинг & Нейл МакНейл                              | 11 августа 2022 |
| 8       | 8          | «Глава восьмая: Дурная кровь» «Chapter Eight: Bad Blood»                          | Меган Гриффитс       | Майкл Грасси & Стася Демик                                  | 18 августа 2022 |
| 9       | 9          | «Глава девятая: Мертвы и похоронены» «Chapter Nine: Dead and Buried»              | Лиза Сопер           | Роберто Агирре-Сакаса & Линдсей Кэлхун Бринг                | 18 августа 2022 |
| 10      | 10         | «Глава десятая: Последние девушки» «Chapter Ten: Final Girls»                     | Лиза Сопер           | Роберто Агирре-Сакаса & Линдсей Кэлхун Бринг & Майкл Грасси | 18 августа 2022 |

### Сезон 2: Летняя Школа (2024)
| № общий | № в сезоне | Название                                                                                             | Режиссёр             | Автор сценария                               | Дата премьеры |
| ------- | ---------- | --- | -------------------- | -------------------------------------------- | ------------- |
| 11      | 1          | «Глава одиннадцатая: SpookySpaghetti.com» «Chapter Eleven: SpookySpaghetti.com»                      | Мэгги Кайли          | Роберто Агирре-Сакаса & Линдсей Кэлхун Бринг | 9 мая 2024    |
| 12      | 2          | «Глава двенадцатая: Летняя любовь» «Chapter Twelve: Summer Lovin»                                    | Мэгги Кайли          | Майкл Грасси                                 | 9 мая 2024    |
| 13      | 3          | «Глава тринадцатая: Сладкие шестнадцать» «Chapter Thirteen: Sweet Sixteen»                           | Роксанна Бенджамин   | Сара Саеди                                   | 16 мая 2024   |
| 14      | 4          | «Глава четырнадцатая: Когда незнакомец перезванивает» «Chapter Fourteen: When a Stranger Calls Back» | Роксана Бенджамин    | Даниэлль Иман                                | 23 мая 2024   |
| 15      | 5          | «Глава пятнадцатая: Пятница, 13-е» «Chapter Fifteen: Friday the 13th»                                | Алекс Санджив Пиллаи | Кэти Эйвери                                  | 30 мая 2024   |
| 16      | 6          | «Глава шестнадцатая: Адский дом» «Chapter Sixteen: Hell House»                                       | Алекс Санджив Пиллаи | Делонга Меса                                 | 6 июня 2024   |
| 17      | 7          | «Глава семнадцатая: Страшилище» «Chapter Seventeen: The Bogeyman»                                    | Роб Сейденгланз      | Йенина Кибука                                | 13 июня 2024  |
| 18      | 8          | «Глава восемнадцатая: Выпускной экзамен» «Chapter Eighteen: Final Exam»                              | Роб Сейденгланз      | Роберто Агирре-Сакаса & Линдсей Кэлхун Бринг | 20 июня 2024  |

## Производство

### Разработка
2 сентября 2020 года было объявлено, что Warner Bros. разрабатывает новый сериал «Милые обманщицы», шоураннером стал создатель сериала Ривердейла Роберто Агирре-Сакаса. Действие нового сериала происходят в той же вселенной, что и предыдущие сериалы, но только с новыми персонажами и сюжетными линиями.
24 сентября 2020 года HBO Max дал сериалу прямой заказ на 10 серий и был назван «Милые обманщицы: Первородный грех», а Агирре-Сакаса объединился с Линдси Калхун Бринг для разработки сериала. Агирре-Сакаса также является исполнительным продюсером сериала вместе с Лесли Моргенштейн и Джиной Джироламо. Производственными компаниями, задействованными в сериале, являются Muckle Man Productions, Alloy Entertainment и Warner Bros. Television.
7 сентября 2022 года телеканал HBO Max продлил сериал на второй сезон под названием «Милые обманщицы: летняя школа».

### Кастинг
В июле 2021 года Чендлер Кинни, Майя Рефикко и Бэйли Мэдисон получили главные роли. В августе 2021 года Зария и Малия Пайлс получили главные роли. В том же месяце к основному составу присоединились Алекс Айоно, Мэллори Бектел и Эрик Джонсон. В сентябре 2021 года Карсон Роуленд, Джордан Гонсалес, Бен Кук, Элиас Какавас, Бентон Грин, Леа Салонга, Шэрон Лил, Карли Поуп, Елена Гуд и Закия Янг получили повторяющиеся роли. В ноябре 2021 года Кристала Картер, Дерек Клена, Кейт Дженнингс Грант, Роберт Стэнтон, Дженнифер Феррин, Лилла Кроуфорд, Брайан Альтемус, Энтони Ордонез и Джеффри Бин присоединились к актёрскому составу в повторяющихся ролях.

### Съемки
Сериал должен был сниматься на студии Upriver Studios в Согертисе, штат Нью-Йорк, в середине-конце 2021 года. Съемки начались 23 августа 2021 года в Тюремной аллее, Гудзон, штат Нью-Йорк, во время пандемии COVID-19.